# 京田誠一
京田誠一（1958年9月29日—），出生於日本東京都，日本作曲家、編曲家。

## 个人专辑
- F.A.B.名义
  1. 暝 MEDITATION [SATORI]（1999-08-24），Pacific Moon
  2. 暝 MEDITATION [RINNE]（2000-06-17），Pacific Moon
  3. 暝 MEDITATION [ZEN]（2002-08-06），Pacific Moon

- Uttara-Kuru名义
  1. 祈 Prayer（1999年11月20日），Pacific Moon
  2. 風 East Wind（1999年11月20日），Pacific Moon

- Ma-Ka名义（与恩田直幸合作）
  1. Apsaras（BS JAPAN纪录片《水紀行》原声音乐，2002年6月26日），東芝EMI

- Xara名义
  1. Bamboo Tapestry（2009年8月19日），East Planet Records

## 参与作品
- Hae（南風）
  1. 島 Island（1999年8月21日），Pacific Moon（负责部分作曲，全部编曲）

- F.A.B.
  1. Meditation ～ Satori（1999年8月24日），Pacific Moon（负责作曲，全部编曲）
  2. Meditation ～ Rinne（2002年8月6日），Pacific Moon（负责作曲，全部编曲）
  3. Meditation ～ Zen（2002年8月6日），Pacific Moon（负责作曲，全部编曲）

- 贾鹏芳
  1. 虹 Rainbow（1999年9月18日），Pacific Moon（负责大部分作曲，全部编曲）
  2. 河 River（1999年11月20日），Pacific Moon（负责半数作曲，全部编曲）
  3. 遥 Faraway...（2001年1月20日），Pacific Moon（负责大部分作曲，全部编曲）
  4. 翔 Sho（2003年3月21日），Pacific Moon（负责部分作曲，全部编曲）
  5. 空 Sora（2004年6月9日），古倫美亞音樂娛樂（负责小部分作曲，全部编曲）
  6. 一抹天香（2011年10月18日），火烈鸟文化

- 贾鹏新
  1. 光の海（2003年4月2日），古倫美亞音樂娛樂（负责大部分作曲，全部编曲）
  2. 空 SORA ～心を青く染めるとき～（2004年6月9日），古倫美亞音樂娛樂

- 邵容
  1. 蘭 Orchid（2000年4月21日），Pacific Moon（全部作曲、编曲）

- き乃はち
  1. 宙 そら（2003年5月21日），Project-T（大部分作曲、编曲）
  2. 粋 Iki（2004年11月10日），Project-T（大部分作曲、编曲）

- 伍芳
- 夏川里美

等。

### 电视剧
- さすらい刑事旅情編III - さすらい刑事旅情編VII（1990年 - 1994年）
- 風の刑事・東京発!（1995年）

### 特攝片
- 超力戰隊王連者（1995年）
  - 虹色クリスタルスカイ（演唱：速水けんたろう）
  - アクション! オーレンジャー（演唱：速水けんたろう）
  - 超力合体!! オーレンジャーロボ（演唱：速水けんたろう）
  - 真っ赤な闘魂! レッドパンチャー!!（演唱：影山浩宣）
  - オーレンジャー・スピリット（演唱：速水けんたろう）
- 高斯·奥特曼（2001年）
  - ウルトラマンコスモス～君にできるなにか（演唱：Project DMM）
- 爆龍戰隊暴連者（2003年）
  - 爆竜戦隊アバレンジャー（演唱：遠藤正明）
  - We are the ONE ～僕らはひとつ～（演唱：串田晃）
- 特搜戰隊刑事連者（2004年）
  - 特捜戦隊デカレンジャー（演唱：PSYCHIC LOVER）
- 魔法戰隊魔法連者（2005年）
  - 魔法戦隊マジレンジャー（演唱：岩崎貴文）
- 轟轟戰隊冒險者（2006年）
  - 轟轟戦隊ボウケンジャー（演唱：NoB）
- 超人力霸王梅比斯（2006年）
  - ウルトラマンメビウス（演唱：Project DMM）
- 獸拳戰隊激氣連者（2007年）
  - 獣拳戦隊ゲキレンジャー（演唱：谷本貴義）
  - 過激気!（演唱：MIQ）

### 動畫
- 七龍珠改（2009年）
  - Dragon Soul ドラゴンボール改 オープニング（演唱：谷本貴義）
  - Yeah! Break! Care! Break! ドラゴンボール改 エンディング（演唱：谷本貴義）